# Павлин Димитров
Павлин Георгиев Димитров е български полицай, главен комисар.

## Биография
Роден е на 11 юни 1952 г. в ловешкото село Гложене. През 1976 г. завършва Висшата специална школа при МВР. След това започва работа като следовател в отделение „Стопанско“ и остава на тази позиция до 1983 г. От 25 август 1985 г. е заместник-началник на РПУ-Ботевград, отговарящ за Държавна сигурност. През 1987 г. е изпратен за тримесечен курс в школата на КГБ в Москва. От 13 декември 1988 до 1992 г. е началник на Областното управление на МВР-Ботевград. През 1993 г. за кратко е началник на РПУ-Ботевград. След това до 1998 г. е инспектор при РДВР-София. Между 1998 и 1999 г. е началник на РПУ-Етрополе. Известно време е началник на отдел „Личен състав“ при РДВР-София, началник-направление „Човешки ресурси“ при Дирекция на Национална служба „Полиция“ в София и неин заместник-директор. На 29 декември 2005 г. е назначен за директор на ОДП-Бургас. Бил е полковник от МВР преди смяната на длъжностите в МВР. Заместник-директор на Национална служба „Полиция“ от 01.09.2006 г. От 30 април 2008 г. е временно изпълняващ длъжността Главен секретар на МВР и става главен комисар. На тази позиция остава до 2 септември, когато е назначен за генерален комисар на МВР. От август 2009 г. е заместник-министър на вътрешните работи. Подава оставка на 20 декември 2010 г. поради разкритие за принадлежност към Държавна сигурност.